# 萨拉梅亚德拉塞雷纳
萨拉梅亚德拉塞雷纳，是西班牙埃斯特雷马杜拉巴达霍斯省的一个市镇。总面积246平方公里，总人口4464人（2001年），人口密度18人/平方公里。